# Margenau (Omsk)
Margenau (russisch Маргенау) ist ein Dorf in der westsibirischen Oblast Omsk in Russland mit 701 Einwohnern (Stand 14. Oktober 2010).

## Geographie
Das Dorf liegt an der Transsibirischen Eisenbahn, im Rajon Issilkul, 20 km östlich der Stadt Issilkul und etwa 120 km westlich der Oblasthauptstadt Omsk.
Margenau ist Sitz der Landgemeinde Kucharewskoje selskoje posselenije, zu der außerdem die Dörfer Hoffnungstal (russisch Gofnungstal, gut 6 km nordwestlich), Iwanowka (2 km südöstlich) und Nikolaipol (deutsch auch Nikolaifeld, gut 6 km südwestlich) sowie die Siedlungen bei der (namensgebenden) Bahnstation Kucharewo (knapp 3 km östlich) und beim Haltepunkt 2779. Kilometer (Ostanowotschny punkt 2779 km, 2 km westlich) gehören. Insgesamt hat die Gemeinde 2257 Einwohner (14. Oktober 2010).

## Geschichte
Margenau wurde im Sommer 1902, ursprünglich unter dem Namen Lapino (russ. Ляпино) als landwirtschaftliche Siedlung von einem  Kosakenoffizier namens Lapin (russ. Ляпин) gegründet.
Im Jahre 1908 wurde Lapino von den wohlhabenden Gebrüdern Reger, die sich hier 1902 eingesiedelt hatten, nach ihrem Herkunftdorf Margenau in der Ukraine, Mennonitenkolonie Molotschna im Gouvernement Taurien, umbenannt.